# Kent Nielsen
Kent Nielsen (Frederiksberg, 1961. december 28. –) dán válogatott labdarúgó, edző.

## Pályafutása

### Klubcsapatban
Frederiksbergben született. Pályafutását a Brønshøj BK csapatában kezdte 1980-ban. Hat idényen keresztül szolgálta a klubot, ahonnan 1987-ben a Brøndbyhez távozott. A Brøndbyvel 1987-ben és 1988-ban dán bajnoki címet szerzett, 1989-ben pedig megnyerte a dán kupát. 1989 és 1991 között légiósként az Aston Villában játszott. 1992-ben visszatért Dániába az Aarhus együtteséhez, mellyel megnyerte a dán kupát.    

### A válogatottban
1983 és 1992 között 54 alkalommal szerepelt a dán válogatottban és 3 gólt szerzett. Részt vett az 1986-os világbajnokságon és tagja volt az 1992-es Európa-bajnokságon győztes válogatott keretének is. 

### Edzőként
Miután befejezte pályafutását edzősködni kezdett. 2000-ben korábbi csapatánál az Aarhusnál vállalt munkát. 2001 és 2008 között az AC Horsens együttesét irányította. 2009 és 2010 között a Brøndby, 2010 és 2015 között az Aalborg BK, 2015 és 2018 között pedig az Odense csapatánál dolgozott. 2019-től a Silkeborg vezetőedzője.

## Sikerei, díjai

### Játékosként
Brøndby
- Dán bajnok (2): 1987, 1988
- Dán kupa (1): 1988–89

Aarhus GF
- Dán kupa (1): 1991–92

Dánia
- Európa-bajnok (1): 1992

### Edzőként
Aalborg BK
- Dán bajnok (1): 2013–14
- Dán kupa (1): 2013–14